# Abbazia primigenia
Abbazia primigenia indica, nel linguaggio dell'ordine cistercense, ciascuna delle abbazie che furono fondate ed affiliate inizialmente alla prima abbazia dell'Ordine, l'Abbazia di Cîteaux. 

## Luoghi e storia
Le prime quattro abbazie primigenie furono l'abbazia di La Ferté (1113), l'abbazia di Pontigny (1114), l'Abbazia di Clairvaux (1115) e l'Abbazia di Morimond (1115).
Insieme a Cîteaux le abbazie primigenie erano il punto di partenza delle filiazioni dei cistercensi in tutta Europa. Vennero create nel corso dei secoli XII e XIII, abbazie figlie e nipoti, che facevano riferimento a quella di Cîteaux ed alle altre quattro abbazie primigenie.
Questo concetto centralizzatore dell'organizzazione dell'Ordine prima dei Cistercensi non era conosciuto. Perciò si parla di questo come il primo Ordine e dal XII secolo come "età bernardina". Fino al 1153, anno della morte di Bernardo di Chiaravalle, vi erano 333 abbazie cistercensi, alla metà del XIII secolo erano già 647, nel 1675 742: ordinate per filiazione 109 riferivano a Cîteaux, 16 a La Ferté, 43 a Pontigny, 356 a Clairvaux e 214 a Morimond.
A partire dal tardo medioevo l'influenza delle abbazie primigenie incominciò ad indebolirsi, poiché il pensiero nazionale si stava formando sullo sfondo ed ostacolava la filiazione. Questa era sì cresciuta come rapporto sovranazionale e non geograficamente, il che non si conciliava più con la consapevolezza di un'identità nazionale. Un ulteriore fattore d'indebolimento per le abbazie primigenie divennero i rapporti con i principi secolari. La diffusione delle commende ha quanto meno coinvolto nel tempo anche le abbazie primigenie. Gli abati delle abbazie primigenie nominavano come successori parenti a loro vicini. La stretta connessione poi degli abati di queste abbazie con la politica fu sicuramente dannosa alla vita monacale, anche se qualche vantaggio alle abbazie ha portato. I trappisti, che più tardi divideranno l'Ordine Cistercense, si eressero contro questo tipo di sviluppo.
Parziale "linea genealogica" delle abbazie.
|               |                |                |               |                |                |                 |                     |                     |                  |                |                |
|               |                |                | Cîteaux 1098  |                |                |                 |                     |                     |                  |                |                |
|               |                |                |               |                |                |                 |                     |                     |                  |                |                |
|               |                |                |               |                |                |                 |                     |                     |                  |                |                |
| La Ferté 1113 | La Ferté 1113  | Pontigny 1114  | Pontigny 1114 | Clairvaux 1115 | Clairvaux 1115 | Morimond 1115   | Morimond 1115       |                     |                  |                |                |
|               |                |                |               |                |                |                 |                     |                     |                  |                |                |
|               |                |                |               |                |                |                 |                     |                     |                  |                |                |
|               |                |                |               | Klaarkamp 1165 |                |                 |                     |                     |                  |                |                |
|               |                |                |               |                |                |                 |                     |                     |                  |                |                |
|               |                |                |               |                |                |                 |                     |                     |                  |                |                |
|               | Bloemkamp 1191 | Bloemkamp 1191 | Sion 1191     | Sion 1191      | Aduard 1192    | Aduard 1192     | Geerkeskloster 1240 | Geerkeskloster 1240 |                  |                |                |
|               |                |                |               |                |                |                 |                     |                     |                  |                |                |
|               |                |                |               |                |                |                 |                     |                     |                  |                |                |
| Essen 1216    | Essen 1216     | Trimunt 1305   | Trimunt 1305  | Ihlow 1228     | Ihlow 1228     | KL. Aduard 1340 | KL. Aduard 1340     | Marias Kamp 1257    | Marias Kamp 1257 | Termunten 1259 | Termunten 1259 |